# Oclusiva faríngea superior sorda
La oclusiva faringea superior sorda es una consonante rara.
Las consonantes faríngeas suelen pronunciarse en dos regiones de la faringe , superior e inferior. La región inferior es epiglotal , por lo que la región superior a menudo se abrevia simplemente como "faríngea". Entre los sonidos del habla generalizados en los idiomas del mundo, la faringe superior produce una fricativa sorda [ ħ ] y un sonido sonoro que va desde la fricativa hasta (más comúnmente) aproximante , [ ʕ ] . La región epiglotal produce la oclusiva [ ʡ ] así como sonidos que van desde la fricativa hasta el trino , [ ʜ ] y [ ʢ ] . Debido a que estas últimas suelen ser vibrantes y rara vez simplemente fricativas, estas consonantes se han clasificado juntas como simplemente faríngeas y se han distinguido como oclusivas, fricativas/aproximantes y vibrantes múltiples.
No se sabe de ninguna lengua que tenga una oclusiva fonémica de la faringe superior. Se afirma que la lengua Nǁng (Nǀuu) tiene un lugar de articulación faríngea superior entre sus oclusivas. Las consonantes de clic en Nǁng tienen un cierre posterior que se dice que varía entre uvular o faríngea superior, según el tipo de clic . Sin embargo, si el lugar fuera verdaderamente faríngeo, no podrían ocurrir como chasquidos nasales , lo cual ocurre.
Por lo demás, las oclusivas faríngeas superiores sólo se conocen en casos de trastornos del habla. El extIPA proporciona la letra ⟨ꞯ⟩ (una Q mayúscula escrita en minúscula), para transcribir una explosiva faríngea superior sorda.

## Características
- Su modo de articulación es oclusiva , lo que significa que se produce obstruyendo el flujo de aire en el tracto vocal. Dado que la consonante también es oral, sin salida nasal , el flujo de aire se bloquea por completo y la consonante es oclusivo .
- Su punto de articulación es faríngeo superior , lo que significa que se articula con la raíz de la lengua contra la parte posterior de la garganta (la faringe) y luego retrayendo la raíz de la lengua hasta la parte media a alta de la faringe.
- Su fonación es sorda, lo que significa que las cuerdas vocales no vibran durante la articulación.
- Es una consonante oral , lo que significa que el aire puede escapar únicamente por la boca.
- Es una consonante central , lo que significa que se produce dirigiendo la corriente de aire a lo largo del centro de la lengua, en lugar de hacia los lados.
- El mecanismo de la corriente de aire es pulmonar , lo que significa que se articula empujando el aire únicamente con los músculos intercostales y el diafragma , como en la mayoría de los sonidos.